# Marillion at High Voltage 2010
Marillion at High Voltage 2010 is een livealbum van Marillion. Het is opgenomen tijdens het weekend in 2010 dat het High Voltagefestival werd gehouden in Victoria Park in Londen. 

## Musici
- Steve Hogarth – zang
- Steve Rothery – gitaar
- Pete Trewavas – basgitaar
- Mark Kelly – toetsinstrumenten
- Ian Mosley - slagwerk

## Muziek
| Nr. | Titel               | Duur  |
| --- | ------------------- | ----- |
| 1.  | The invisible man   | 14:24 |
| 2.  | Cover my eyes       | 4:31  |
| 3.  | Slainte Mhath       | 5:54  |
| 4.  | King                | 7:55  |
| 5.  | This strange engine | 17:05 |

| Nr. | Titel              | Duur  |
| --- | ------------------ | ----- |
| 1.  | Afraid of sunlight | 7:01  |
| 2.  | The great escape   | 7:08  |
| 3.  | Neverland          | 10:23 |
| 4.  | This town          | 5:50  |
| 5.  | 100 nights         | 5:27  |

2010: Argent · Asia · Emerson, Lake & Palmer · Marillion
2011: Barclay James Harvest (Lees) · Mostly Autumn · Pallas · Spock's Beard ·  Triggerfinger